# Aníbal Olivieri
Aníbal Osvaldo Olivieri (Ramos Mejía, 1903 - Buenos Aires, 1984) était un militaire, homme politique et diplomate argentin. 
Le 16 juin 1955, tandis qu’il exerçait comme ministre de la Marine sous la présidence de Juan Perón, et bien qu’il fût d’abord hésitant, il finit par adhérer au soulèvement militaire qui visait à renverser Perón, notamment par un bombardement aérien du palais de gouvernement et de la place de Mai à Buenos Aires. Limogé de l’armée après l’échec de ce coup d’État, mais réintégré après le putsch (réussi) de septembre 1955, il s’engagea dans la carrière diplomatique, qui connut elle aussi une fin abrupte deux ans plus tard.

## Biographie
Aníbal Olivieri acheva sa formation à l’École navale militaire en 1926, puis à l’École de guerre navale en 1947. Il enseigna ensuite dans ces deux établissements, ainsi qu’à l’École de mécanique de la marine, dont il devint directeur en 1947. Il commanda la corvette ARA Parker et les canonnières ARA Rosario et ARA Misiones. Il fut sous-secrétaire de la Marine entre 1948 et 1949.
Nommé le 4 juin 1952 ministre de la Marine du gouvernement Perón, dans le sillage du coup d’État manqué du 28 septembre 1951, il se vit proposer en juin 1955 de prendre la tête d’une rébellion armée visant notamment à tuer le président Juan Perón, mais refusa son concours, s’employant même à dissuader les officiers supérieurs impliqués, sans toutefois les dénoncer aux autorités. Peu avant le déclenchement des opérations par les rebelles, il se fit admettre à l’Hôpital naval central, en alléguant une affection cardiaque, puis finit néanmoins par prêter son appui à la tentative de coup d’État du 16 juin 1955, qui prit la forme d’un bombardement de la Casa Rosada et d’un mitraillage sanglant de la place de Mai à Buenos Aires, lors desquels les rebelles ne réussirent pas à assassiner Perón, mais provoquèrent la mort de plus de 300 civils.
Au lendemain de ce coup de force, Olivieri fut expulsé de la marine et dégradé, et dut passer en conseil de guerre. Cependant, après le renversement de Perón par le coup d’État (réussi) de septembre 1955 inaugurant le régime dictatorial dit Révolution libératrice, il fut autorisé à réintégrer l’armée et désigné par le général putschiste Eduardo Lonardi représentant de l’Argentine auprès de l’ONU, mais tomba en disgrâce en avril 1957 à la suite d’un épisode en rapport avec son travail de diplomate,.
Il consigna ces expériences dans un livre intitulé Dos veces rebelde (littér. Deux fois rebelle) paru en 1958,.
Marié à María Luisa Ferré, Aníbal Olivieri s’éteignit à Buenos Aires en 1984.